# Donji Martinići
Donji Martinići este un sat din comuna Danilovgrad, Muntenegru. Conform datelor de la recensământul din 2003, localitatea are 304 locuitori (la recensământul din 1991 erau 172 de locuitori).

## Demografie
În satul Donji Martinići locuiesc 221 de persoane adulte, iar vârsta medie a populației este de 38,2 de ani (38,7 la bărbați și 37,7 la femei). În localitate sunt 97 de gospodării, iar numărul mediu de membri în gospodărie este de 3,13.
Populația localității este foarte eterogenă.
|  |

| Demografie | Demografie | Demografie |
| An         | Locuitori  | Locuitori  |
| ---------- | ---------- | ---------- |
|            |            |            |
|            |            |            |
|            |            |            |
|            |            |            |
| 1948       | 201        |            |
| 1953       | 204        |            |
| 1961       | 228        |            |
| 1971       | 146        |            |
| 1981       | 200        |            |
| 1991       | 172        | 172        |
| 2003       | 308        | 304        |

| \| Componența etnică conform recensământului din 2003[2] \| Componența etnică conform recensământului din 2003[2] \| Componența etnică conform recensământului din 2003[2] \| Componența etnică conform recensământului din 2003[2] \| Componența etnică conform recensământului din 2003[2] \| \| ----------------------------------------------------- \| ----------------------------------------------------- \| ----------------------------------------------------- \| ----------------------------------------------------- \| ----------------------------------------------------- \| \| \| \| \| \| \| \| Muntenegreni \| Muntenegreni \| \| 184 \| 60,52% \| \| Sârbi \| Sârbi \| \| 83 \| 27,3% \| \| Croați \| Croați \| \| 1 \| 0,32% \| \| Musulmani \| Musulmani \| \| 1 \| 0,32% \| \| necunoscută \| necunoscută \| \| 35 \| 11,51% \| |              |  |     |        |
| Componența etnică conform recensământului din 2003 |              |  |     |        |
| |              |  |     |        |
| Muntenegreni | Muntenegreni |  | 184 | 60,52% |
| Sârbi | Sârbi        |  | 83  | 27,3%  |
| Croați | Croați       |  | 1   | 0,32%  |
| Musulmani | Musulmani    |  | 1   | 0,32%  |
| necunoscută | necunoscută  |  | 35  | 11,51% |